# أخدرية كبيرة الثمار
أخدرية كبيرة الثمار (الاسم العلمي: Oenothera macrocarpa) هو نوع نباتي يتبع جنس الأخدرية من الفصيلة الأخدرية.